# Jacques de Sibour
Gabriel Osmund Jacques Blaise de Sibour, né le 8 avril 1896 à Cannes (Alpes-Maritimes) et mort le 22 avril 1979 à Lisbonne (Portugal), était un aviateur et aventurier français.